# Botryobambusa
Botryobambusa is een geslacht van schimmels behorend tot de familie Botryosphaeriaceae. De typesoort is Botryobambusa fusicoccum. 

## Soorten
Volgens Index Fungorum telt het geslacht drie soorten (peildatum januari 2022):
| Soortnaam                       | Auteur(s)                         | Publicatiejaar |
| ------------------------------- | --------------------------------- | -------------- |
| Botryobambusa apiculiformispora | M. Niranjan & V.V. Sarma          | 2018           |
| Botryobambusa fusicoccum        | Phook., Jian K. Liu & K.D. Hyde   | 2012           |
| Botryobambusa guizhouensis      | Ya Ya Chen, Dissan. & Jian K. Liu | 2021           |